# Muluhu
Muluhu (kinesiska: 牧鹿湖, 牧鹿湖乡) är en socken i Kina. Den ligger i provinsen Hunan, i den södra delen av landet, omkring 150 kilometer nordväst om provinshuvudstaden Changsha.
Genomsnittlig årsnederbörd är 1 693 millimeter. Den regnigaste månaden är maj, med i genomsnitt 281 mm nederbörd, och den torraste är december, med 34 mm nederbörd.